# 앨릭스 로
앨릭스 로(영어: Alex Roe, 1990년 5월 9일 ~ )는 잉글랜드의 배우이다. 2016년 영화 《제5침공》에서 에번 워커 역, 2018년부터 방영중인 드라마 《세이렌》에서 벤 포놀 역으로 잘 알려져 있다.

## 출연 작품
- 핫 썸머 나이츠 (2018)
- 포에버 마이 걸 (2017)
- 링스 (2017)
- 제5침공 (2016)